# Artemoltobuffa
Artemoltobuffa è un progetto musicale di pop italiano proposto da musicisti originari del Veneto.

## Storia
Il nome del gruppo è anagramma del nome di Alberto Muffato, autore e principale animatore del progetto.
Tra il 2002 e il 2003 Muffato pubblica alcune demo registrate in casa - Nel bambù e Cocomeri? Split, insieme ai Carpacho!.
Nel 2004 Muffato entra in contatto con l'etichetta discografica Aiuola Dischi e, con l'aiuto di Massimiliano Bredariol (batteria e chitarre elettriche) ed Emiliano Pasquazzo (basso), registra il primo album ufficiale, dal titolo Stanotte/Stamattina. Il disco è prodotto da Matteo Cantaluppi negli studi Jungle Sound di Milano.
Il lavoro raccoglie un buon successo di critica e l'estate del 2005 vede la band, rinforzata nella formazione da Gianluca Cucco alla batteria e Alberto Montesarchio alle tastiere, apparire nei più prestigiosi festival indie italiani, fra cui il Tora! Tora! organizzato da Manuel Agnelli.
Nel 2007 esce il secondo album, intitolato L'aria misteriosa, prodotto da Fabio De Min dei Non voglio che Clara e registrato a Belluno.
Nel 2014 esce il terzo album in studio: Las Vegas nel bosco, sempre registrato a Belluno e prodotto da Fabio De Min con l'etichetta Lavorare Stanca.
Il 21 settembre 2024 esce per l'etichetta Dischi Soviet Studio una stampa rimasterizzata in vinile dell'esordio Stanotte/Stamattina. 

## Formazione
- Alberto Muffato - voce, pianoforte, chitarra acustica, chitarra elettrica
- Massimiliano Bredariol - chitarra elettrica, batteria
- Emiliano Pasquazzo - basso
- Gianluca Cucco - batteria
- Alberto Montesarchio - tastiere

## Discografia
Demo
- 2002 - Nel bambù

Album
- 2004 - Stanotte / Stamattina
- 2007 - L'aria misteriosa
- 2014 - Las Vegas nel bosco

Partecipazioni
- 2012 - #fosbury10 (col brano L'abecedario delle cose perse)